# Cypripedium yatabeanum
Cypripedium yatabeanum är en orkidéart som beskrevs av Tomitaro Makino. Cypripedium yatabeanum ingår i släktet guckuskor, och familjen orkidéer. Inga underarter finns listade i Catalogue of Life.

## Bildgalleri

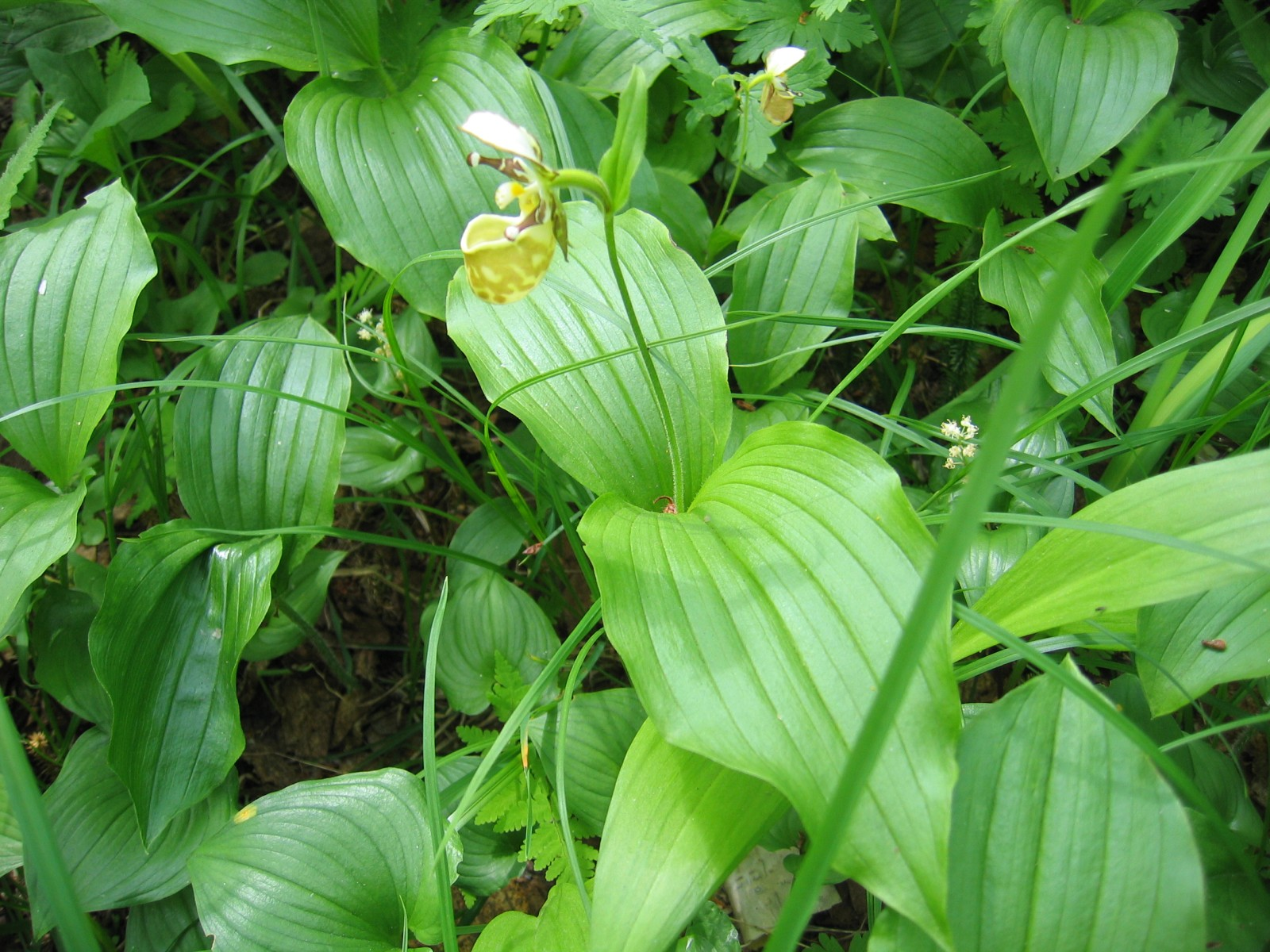
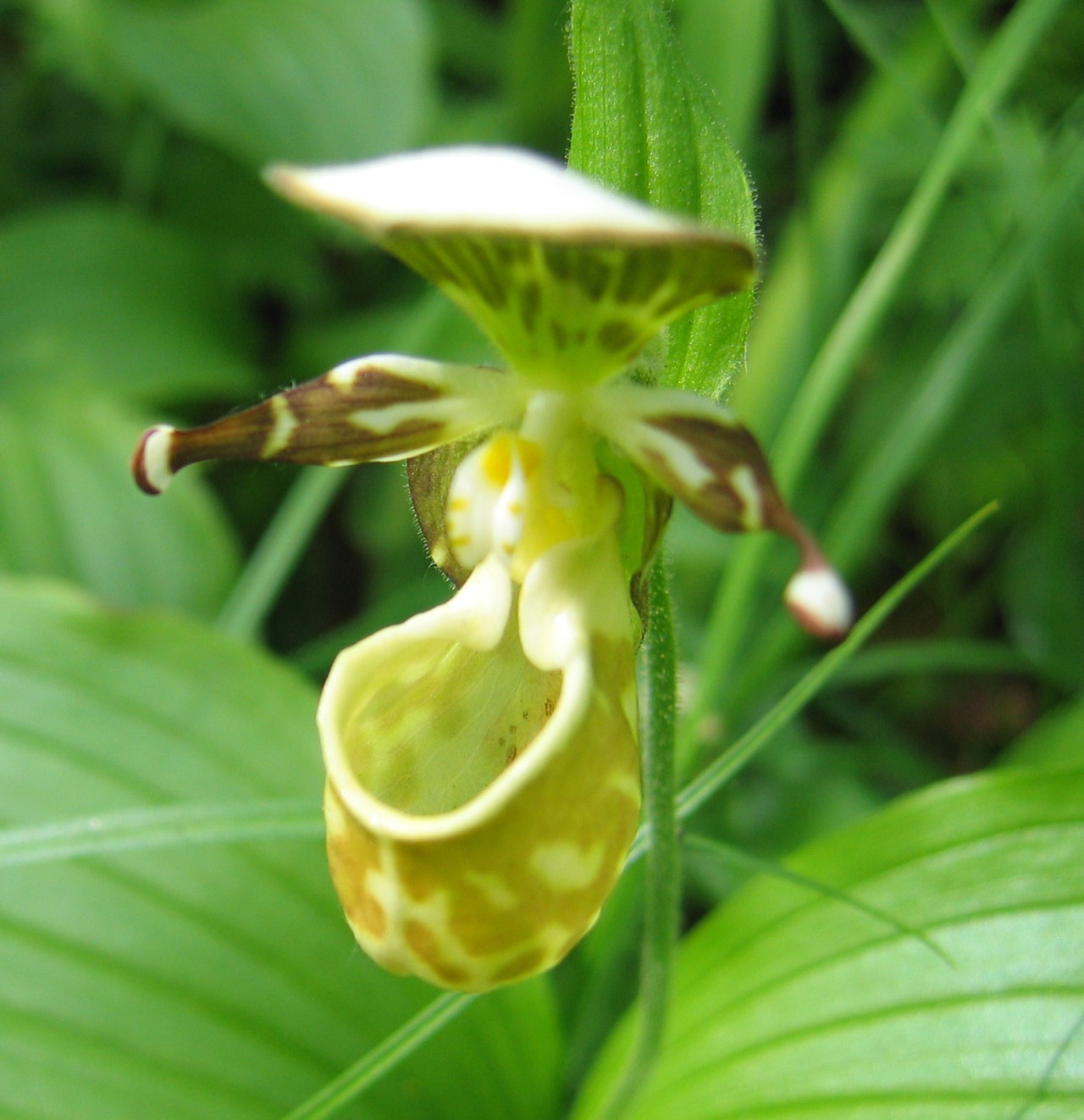